# 威士拿滑行中心
威士拿滑行中心（英語：The Whistler Sliding Centre；法語：Centre des sports de glisse de Whistler）是一座位於加拿大卑詩省威士拿的雪車、鋼架雪車和雪橇場館，並於2010年冬季奧運會期間舉辦相關項目的賽事。場館設計工作於2004年末展開，工程則於2005年6月至2007年12月期間進行。場館於2007年12月19日啓用，於2008年3月獲國際雪車聯合會（FIBT）和國際雪橇聯合會（FIL）認可，並於2009年2月舉辦該三項運動的世界盃賽事。
2010年2月12日，格魯吉亞雪橇手諾達爾·庫瑪麗塔什維利在場館訓練期間意外摔傷，送醫後不治。意外促使是屆冬奧會的雪橇比賽男子單人賽事改用女子單人和男子雙人賽事的出發點，而後兩者則改用青年組的出發點。

## 歷史
2003年在布拉格舉行的第115次國際奧委會會議中，溫哥華擊敗南韓平昌和奧地利薩爾茨堡，取得2010年冬季奧運會的主辦權。2004年11月15日，曾設計2002年冬季奧運會雪車、鋼架雪車和雪橇場館的Stantec獲選為威士拿滑行中心的設計公司，並由德國公司IBG提供顧問服務。
場館通過環境評估後於2005年6月1日動工。工程高峰期間有超過500名工人在滑行中心和威士拿奧林匹克公園工地作業，當中一個為數60人的團隊從2005年6月至2007年12月期間建造滑行中心的賽道。賽道基本工程於2007年11月完成。
場館於2008年7月3日至8月31日期間開放給公眾參觀，而雪車、鋼架雪車和雪橇的世界盃賽事則於2009年2月舉行。場館曾參與角逐2012年FIL世界雪橇大賽的主辦權，卻於2008年6月28日退出角逐。另一方面，FIL委員會卻於2009年4月推薦威士拿滑行中心為2013年FIL世界雪橇大賽的主辦場館，而此建議亦於同年6月舉行的FIL大會獲接納。
包括威士拿滑行中心在内的威士拿奧運場地於冬奧過後交由威士拿2010體育遺產管理。

## 2010年冬季奧運會

### 諾達爾·庫瑪麗塔什維利
2010年2月12日，在2010年冬季奧林匹克運動會開幕式舉行前數小時，代表格魯吉亞的雪橇手諾達爾·庫瑪麗塔什維利在滑行中心賽道練習期間以時速143.3公里滑行，在16號彎位失控並飛出雪橇撞上鐵柱，送院後搶救無效並於同日宣佈不治。這是1992年冬季奧運會後首次有運動員在冬季奧運會練習期間死亡，而庫瑪麗塔什維利也是繼1964年代表英國的Kazimierz Kay-Skrzypeski後首位在冬奧會練習期間死亡的雪橇手。這也是雪橇運動在1975年後首次出現的致命事故。國際雪橇聯合會（FIL）、國際奧委會和溫哥華奧組委同日發表聯合聲明，就此表示深切遺憾，並宣佈取消當日餘下的訓練活動。
賽道在16號彎位後的路段在事後加建障壁，冰層輪廓亦作修改。雪橇男子單人賽事亦改用女子單人和男子雙人賽事的出發點，而後兩者則改用青年組的出發點。FIL秘書長羅姆斯塔德於2月14日表示會方於事後曾考慮取消雪橇賽事。FIL也與索契2014年奧組委合作，研究減低當地滑行中心賽道的速度。
庫瑪麗塔什維利於2010年2月20日在家鄉格魯吉亞巴庫利安尼落葬。

## 安全問題
庫瑪麗塔什維利的意外令各界關注冬奧會運動員的安全問題。截至2010年2月21日，場館共發生了30宗涉及雪橇和雪車項目的碰撞事故。各界就如何保障運動員安全議論紛紛，包括將參賽資格提高、要求運動員在賽道上進行多次試航、和減低賽道時速。2014年索契奧組委已表明當地滑行中心賽道的時速會較威士拿滑行中心少6-9公里。FIBT總裁斯托利表示賽道設計師應在挑戰選手實力和顧及選手安全間取得平衡。而有賽道設計師則指新建場館賽道的保護牆應加高40-50釐米，但也指出要興建一個完全沒有意外風險的場館幾近沒有可能。溫哥華奧組委則指場館賽道在奧運前已被使用超過30000次，而FIBT和FIL皆沒有發出危險警報。國際奧委會主席雅克·羅格則表示他會竭盡所能確保意外不會重演。
FIL在2010年4月9日至11日開會後發表有關庫瑪麗塔什維利意外的20頁報告，並於4月12日呈交國際奧委會。

## 場館設計及工程

威士拿滑行中心賽道圖

場館工程預算原為5500萬加元，但工程費用最終達1億500萬元。賽道由鋼筋混凝土建成，重量達350公頓，而賽道下的冷凍管道則全長100公里以上。冰塊厚度為2-5釐米，並由人手操控。賽道設有36個攝影機和42個計時器。場館並包括控制塔和行政中心。
為了推廣可持續發展，場館設於既有滑雪區之側，以減低對鄰近生態環境的影響。賽道鬆上白色以便保持低溫和減低對冷凍系統的負荷，而冷凍系統的廢棄熱則用作場館其他建築物的暖氣。工地平整產生的木廢料則製成堆肥。
溫哥華奧組委於2006年為場館的冷凍房申請領先能源與環境設計（LEED）的銀色認證；冷凍房於2010年2月2日獲發金色認證。另外，場館亦於2008年獲卑詩已拌混凝土協會頒發兩項優秀混凝土建築獎項。
| 項目                             | 賽道全長             | 彎位數 | 起點至終點高度差別 | 坡度（%） |
| -------------------------------- | -------------------- | ------ | ------------------ | --------- |
| 雪車 / 鋼架雪車                  | 1,450米（4,760英尺） | 16     | 152米（499英尺）   | 10.5      |
| 雪橇 - 男子單人                  | 1,374米（4,508英尺） | 16     | 不詳               | 不詳      |
| 雪橇 - 雙人項目 / 女子單人       | 1,193米（3,914英尺） | 14     | 不詳               | 不詳      |
| 青年組（雪車 / 鋼架雪車 / 雪橇） | 953米（3,127英尺）   | 11     | 不詳               | 不詳      |

## 外部連結
- 威士拿滑行中心官方網站
- FIBT賽道簡介
- FIL有關庫瑪麗塔什維利意外的報告 （页面存档备份，存于）
- 2010年冬季奧運會場館簡介（页面存档备份，存于）